# Pep Montoya
Pep Montoya   (Olesa de Montserrat, 1952 - Olesa de Montserrat, 14 d'abril de 2020) va ser un artista i docent català.
Es va formar a la facultat de Belles Arts de Barcelona, on es va doctorar el 2002 i prèviament, a l'Institut del Teatre. La seva obra ha estat exposada arreu del món i forma part de col·leccions com la Col·lecció Testimoni La Caixa o la col·lecció d'art de l'Ajuntament de Barcelona.
Molt vinculat a Olesa de Montserrat, va formar part del grup impulsor de l'Espai Josep Campmany. En el camp de la docència, va treballar al Institut del Teatre al taller d'espai escénic amb en Iago Pericot, i a va deixar una empremta molt importat a la Facultat de Belles Arts de La Universitat de Barcelona, on els seus últims anys va ser el coordinador del màster de producció i recerca artística. Entre les seves últimes exposicions destaquen la del Centre d'Art Espronceda de Barcelona el 2018 titulada No saber el per què, però sabent perquè.

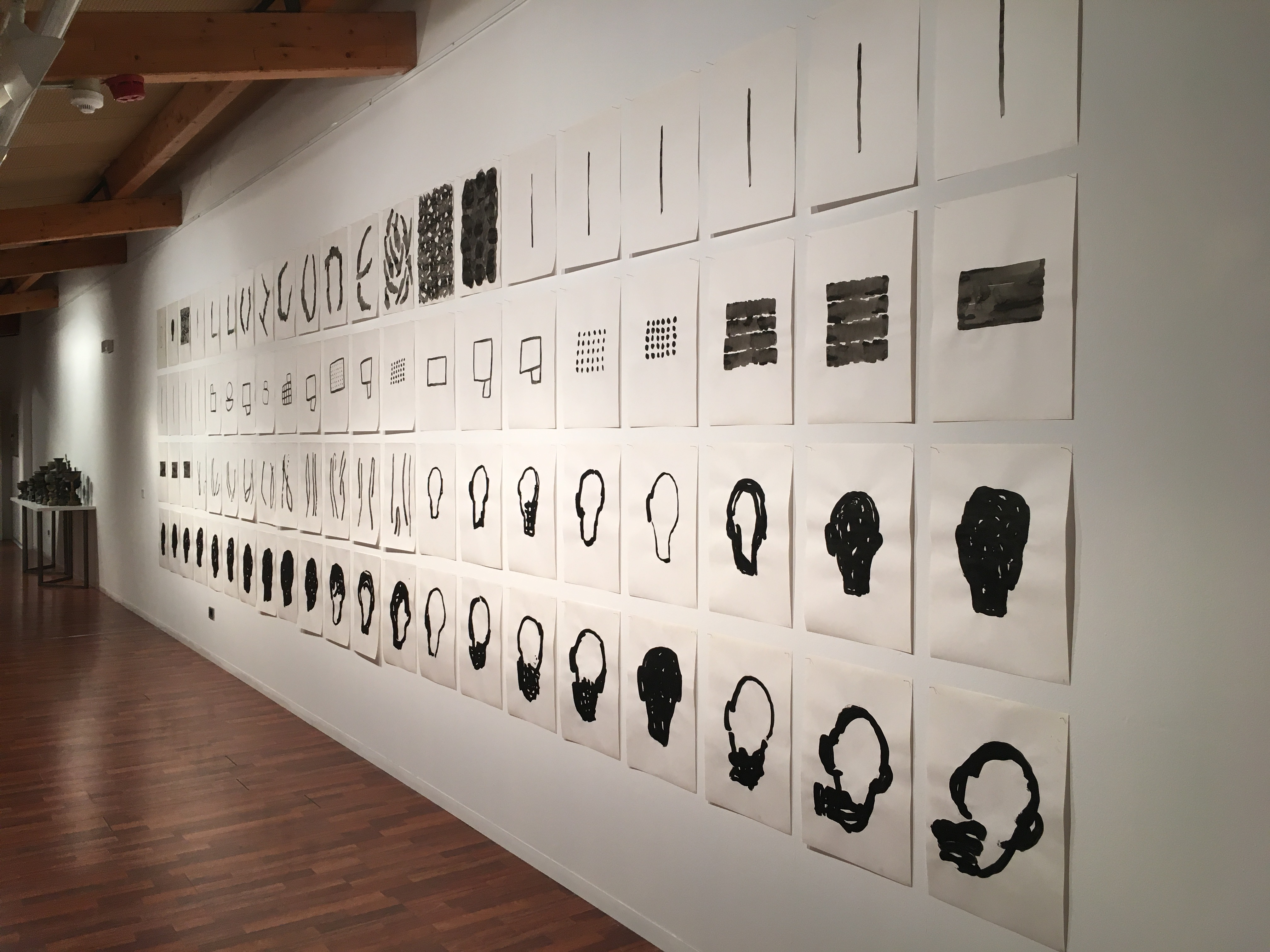
Obra de Pep Montoya al Museu de la Pell de Vic

Amb motiu d'una exposició de Montoya al Museu de la Pell de Vic, el comissari, Àlex Mitrani, va relacionar l'obra de Montoya amb la de Ràfols-Casamada: "[El que Montoya] anomena geometries maldestres [podria estar emparentat] amb la lírica d'Albert Ràfols-Casamada però amb una nova dimensió més expandida i complexa, el color i l'espai es necessiten l'un a l'altre". Mitrani Afegeix: "Hi ha una deliberada manca d'ajustament, un desencaix subtil que defineix l'espai i la forma. Hi ha en ell, doncs, una poètica de la marginalitat que fascina pel diàleg entre neutralitat, superfície i profunditat".